# Lewd, Crüed & Tattooed
Lewd, Crüed & Tattooed es un DVD de la banda estadounidense de hard rock Mötley Crüe. Incluye el concierto que la banda realizó en Salt Lake City, Utah, EE. UU., el 15 de julio de 2000 y además contiene material especial y extras.

## Lista de canciones
1. Kickstart My Heart
2. Same Ol' Situation (S.O.S.)
3. Primal Scream
4. Punched In The Teeth By Love
5. Dr. Feelgood
6. Home Sweet Home
7. Don't Go Away Mad (Just Go Away)
8. Piece Of Your Action
9. Wild Side
10. Hell On High Heels
11. Looks That Kill
12. Girls, Girls, Girls
13. Live Wire
14. White Punks On Dope
15. Shout at the Devil

### Características Especiales
- Maximum Rock show
- The making of New Tattoo
- Behind the scenes of Maximum Rock tour
- "Nobody Knows What It's Like to Be Lonely" audio
- "Hell on High Heels" video
- Animated Maximum Rock logo
- Maximum Rock screensaver
- Motley Crue logo screensaver

## Créditos
- Vince Neil
- Mick Mars
- Nikki Sixx
- Randy Castillo
- Samantha Maloney